# Just Like a Pill
Just Like a Pill is een nummer van de Amerikaanse zangerers Pink uit 2002. Het is de derde single van haar tweede studioalbum Missundaztood.
"Just Like a Pill" gaat over een vrouw die uit een pijnlijke relatie komt en daar boos over is. Ze vergelijkt haar ex met harddrugs. De plaat werd wereldwijd een grote hit met in veel landen een top 10-notering. Zo bereikte het de 8e positie in de Amerikaanse Billboard Hot 100. Ook in het Nederlandse taalgebied bleek het nummer prima te werken en wordt het tot op de dag van vandaag nog steeds veel gedraaid. Het nummer haalde de 6e positie in de Nederlandse Top 40, en de 5e in de Vlaamse Ultratop 50.

## Tracklijst
- Cd-single

1. "Just Like a Pill" (radioversie) - 3:57
2. "Just Like A Pill" (Jacknife Lee Mix) - 3:46
3. "Get the Party Started (Live at La Scala) - 3:17